# España cañí

España cañí en français : « Espagne gitane » est un célèbre morceau instrumental créé vers 1925 par Pascual Marquina Narro (1873-1948).

## Présentation
C'est probablement l'un des paso doble les plus connus dans les arènes lors des corridas. L'orchestre (banda) le joue surtout pour le public entre deux lidias, jamais pour accompagner le matador